# Кламет-Фоллс (Орегон)
Кламет-Фоллс (англ. Klamath Falls) — місто (англ. city) в США, в окрузі Клемет штату Орегон. Населення — 21 813 особи (2020).

## Географія
Кламет-Фоллс розташований за координатами 42°13′7″ пн. ш. 121°46′30″ зх. д. / 42.21861° пн. ш. 121.77500° зх. д. (42.218595, -121.774962).  За даними Бюро перепису населення США в 2010 році місто мало площу 53,51 км², з яких 51,30 км² — суходіл та 2,21 км² — водойми.

### Клімат
| Клімат : Кламет-Фоллс                    | Клімат : Кламет-Фоллс | Клімат : Кламет-Фоллс | Клімат : Кламет-Фоллс | Клімат : Кламет-Фоллс | Клімат : Кламет-Фоллс | Клімат : Кламет-Фоллс | Клімат : Кламет-Фоллс | Клімат : Кламет-Фоллс | Клімат : Кламет-Фоллс | Клімат : Кламет-Фоллс | Клімат : Кламет-Фоллс | Клімат : Кламет-Фоллс | Клімат : Кламет-Фоллс |
| Показник                                 | Січ.                  | Лют.                  | Бер.                  | Квіт.                 | Трав.                 | Черв.                 | Лип.                  | Серп.                 | Вер.                  | Жовт.                 | Лист.                 | Груд.                 | Рік                   |
| Абсолютний максимум, °C                  | 25,6                  | 20,6                  | 25,0                  | 30,6                  | 36,7                  | 37,8                  | 40,6                  | 40,0                  | 39,4                  | 33,3                  | 26,1                  | 17,2                  | 40,6                  |
| Середній максимум, °C                    | 3,4                   | 6,7                   | 10,4                  | 15,2                  | 19,7                  | 24,3                  | 29,6                  | 28,9                  | 24,4                  | 17,6                  | 9,1                   | 4,1                   | 16,2                  |
| Середній мінімум, °C                     | −6,3                  | −4,2                  | −2,2                  | 0,3                   | 3,9                   | 7,2                   | 10,8                  | 9,9                   | 6,2                   | 1,9                   | −2,1                  | −5,2                  | 1,7                   |
| Абсолютний мінімум, °C                   | −31,1                 | −23,3                 | −20,6                 | −12,2                 | −8,3                  | −5,6                  | −2,2                  | −2,2                  | −6,7                  | −11,7                 | −17,2                 | −27,2                 | −31,1                 |
| Норма опадів, мм                         | 51                    | 35                    | 32                    | 21                    | 25                    | 20                    | 7                     | 10                    | 14                    | 26                    | 46                    | 53                    | 340                   |
| Днів з опадами                           | 11                    | 9                     | 9                     | 7                     | 7                     | 5                     | 2                     | 2                     | 3                     | 6                     | 9                     | 11                    | 81,0                  |
| ---------------------------------------- | --------------------- | --------------------- | --------------------- | --------------------- | --------------------- | --------------------- | --------------------- | --------------------- | --------------------- | --------------------- | --------------------- | --------------------- | --------------------- |
| Джерело: Western Regional Climate Center |                       |                       |                       |                       |                       |                       |                       |                       |                       |                       |                       |                       |                       |

## Демографія
Згідно з переписом 2010 року, у місті мешкало 20 840 осіб у 8542 домогосподарствах у складі 4876 родин. Густота населення становила 389 осіб/км².  Було 9595 помешкань (179/км²).
Расовий склад населення:
| - 83,4 % — білих - 4,3 % — корінних американців - 1,6 % — азіатів - 1,0 % — чорних або афроамериканців - 0,1 % — вихідців з тихоокеанських островів - 4,5 % — осіб інших рас |

До двох чи більше рас належало 5,0 %. Частка іспаномовних становила 11,8 % від усіх жителів.
За віковим діапазоном населення розподілялося таким чином: 23,6 % — особи молодші 18 років, 64,1 % — особи у віці 18—64 років, 12,3 % — особи у віці 65 років та старші. Медіана віку мешканця становила 33,6 року. На 100 осіб жіночої статі у місті припадало 97,1 чоловіків;  на 100 жінок у віці від 18 років та старших — 96,6 чоловіків також старших 18 років.
Середній дохід на одне домашнє господарство  становив 47 628 доларів США (медіана — 35 690), а середній дохід на одну сім'ю — 58 782 долари (медіана — 44 861). Медіана доходів становила 34 939 доларів для чоловіків та 30 399 доларів для жінок. За межею бідності перебувало 25,0 % осіб, у тому числі 30,1 % дітей у віці до 18 років та 9,8 % осіб у віці 65 років та старших.
Цивільне працевлаштоване населення становило 8867 осіб. Основні галузі зайнятості: освіта, охорона здоров'я та соціальна допомога — 22,5 %, роздрібна торгівля — 13,9 %, виробництво — 12,8 %.